# Nous trois ou rien
Nous trois ou rien è un film francese del 2015 diretto, scritto e interpretato da Kheiron.